# Termes-d’Armagnac
Termes-d’Armagnac település Franciaországban, Gers megyében. Lakosainak száma 199 fő (2022. január 1.). Termes-d’Armagnac Bouzon-Gellenave, Fustérouau, Izotges, Pouydraguin, Sarragachies, Sorbets és Tasque községekkel határos.

## Népesség
A település népessége az elmúlt években az alábbi módon változott:
| Lakosok száma | 213  | 192  | 190  | 200  | 186  | 187  | 191  | 186  | 182  | 199  |
|               | 1968 | 1982 | 1990 | 2006 | 2013 | 2015 | 2017 | 2019 | 2020 | 2022 |